# Ingvar Eriksson
Åke Ingvar Eriksson, född 26 juni 1936 i Munka-Ljungby församling, död där 5 juli 2010, var en svensk lantbrukare och politiker (moderat).
Eriksson var 1979–2002 riksdagsledamot för Skåne läns norra och östra valkrets. Han var bland annat ledamot i miljö- och jordbruksutskottet. Han var under drygt 20 år ordförande för Moderaterna i Munka-Ljungby och var från 2002 och till sin död ordförande i kommunfullmäktige i Ängelholms kommun. Efter tiden i riksdagen blev han aktiv i Rotary och Odd Fellow samt förtroendevald i Svenska kyrkan, både i den egna församlingen och i kyrkomötet. Ingvar Eriksson är begravd på Munka-Ljungby kyrkogård.